# Knikkerbaan

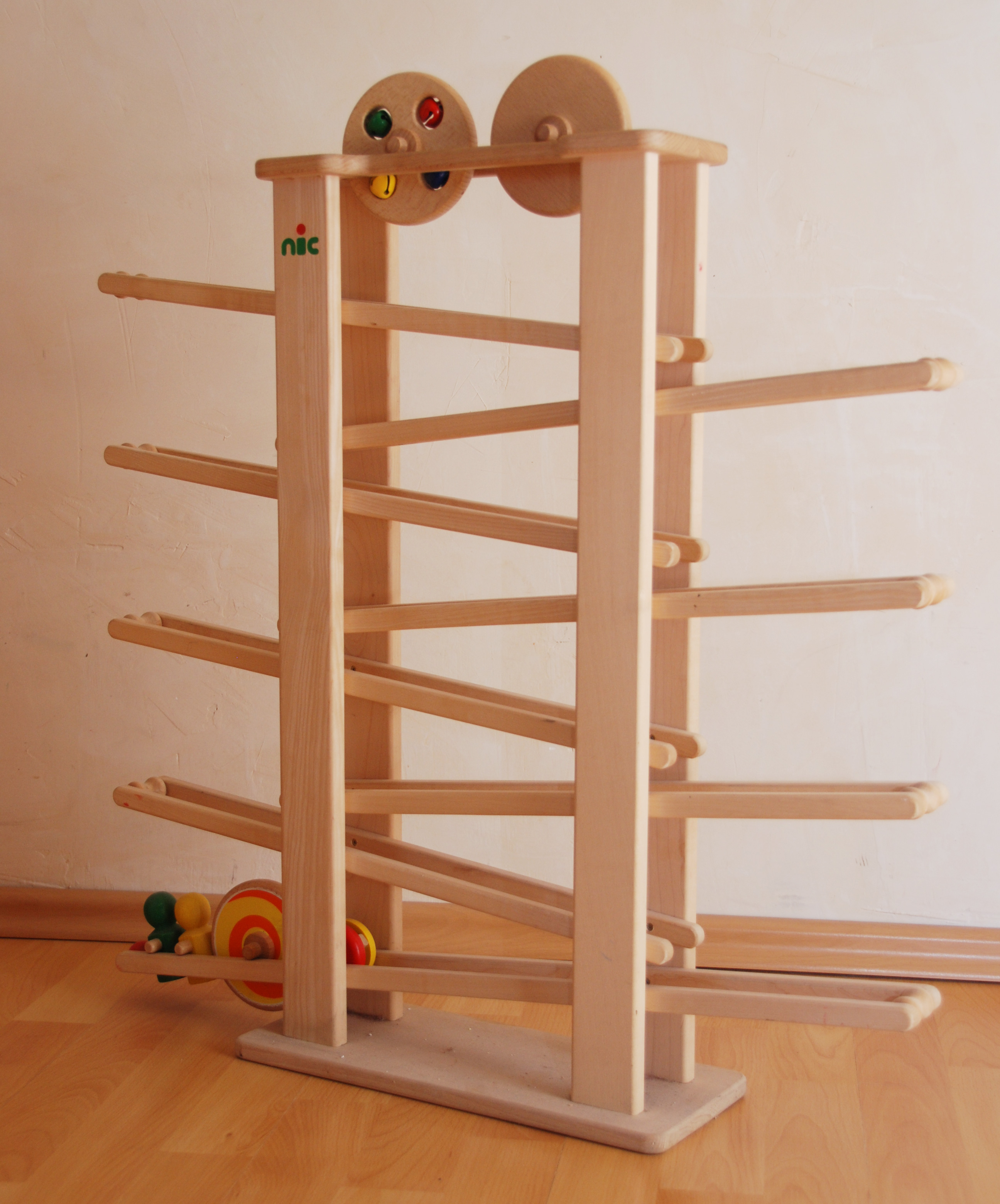
Voorbeeld van een knikkerbaan

Een knikkerbaan is een traject waarop knikkers van boven naar beneden rollen. Onderweg zijn er dan meestal een aantal effecten ingebouwd zoals wissels, hefbomen, etc.
Ook bestaan er knikkerbanen met loopings en springschansen. Soms is er aan het eind van de knikkerbaan een liftje dat de knikkers weer automatisch naar het beginpunt transporteert. Er bestaan ook knikkerbanen die eruitzien als een racecircuit. De bedoeling is dan dat de knikkers aan het begin van de baan worden losgelaten, waarna ze over het parcours naar de finish rollen. Dergelijke banen kunnen een bepaald thema hebben, zoals een jungle of een stad. Deze banen worden ook gebruikt in het SBS6-programma Marble Mania.